# 巴尔第小圣堂
43°46′5.16″N 11°15′48.30″E / 43.7681000°N 11.2634167°E

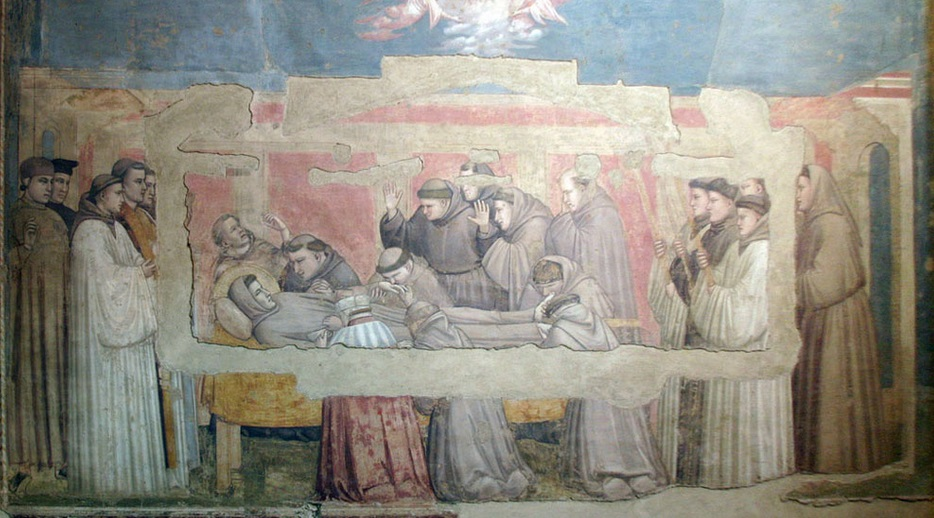
圣方济各之死

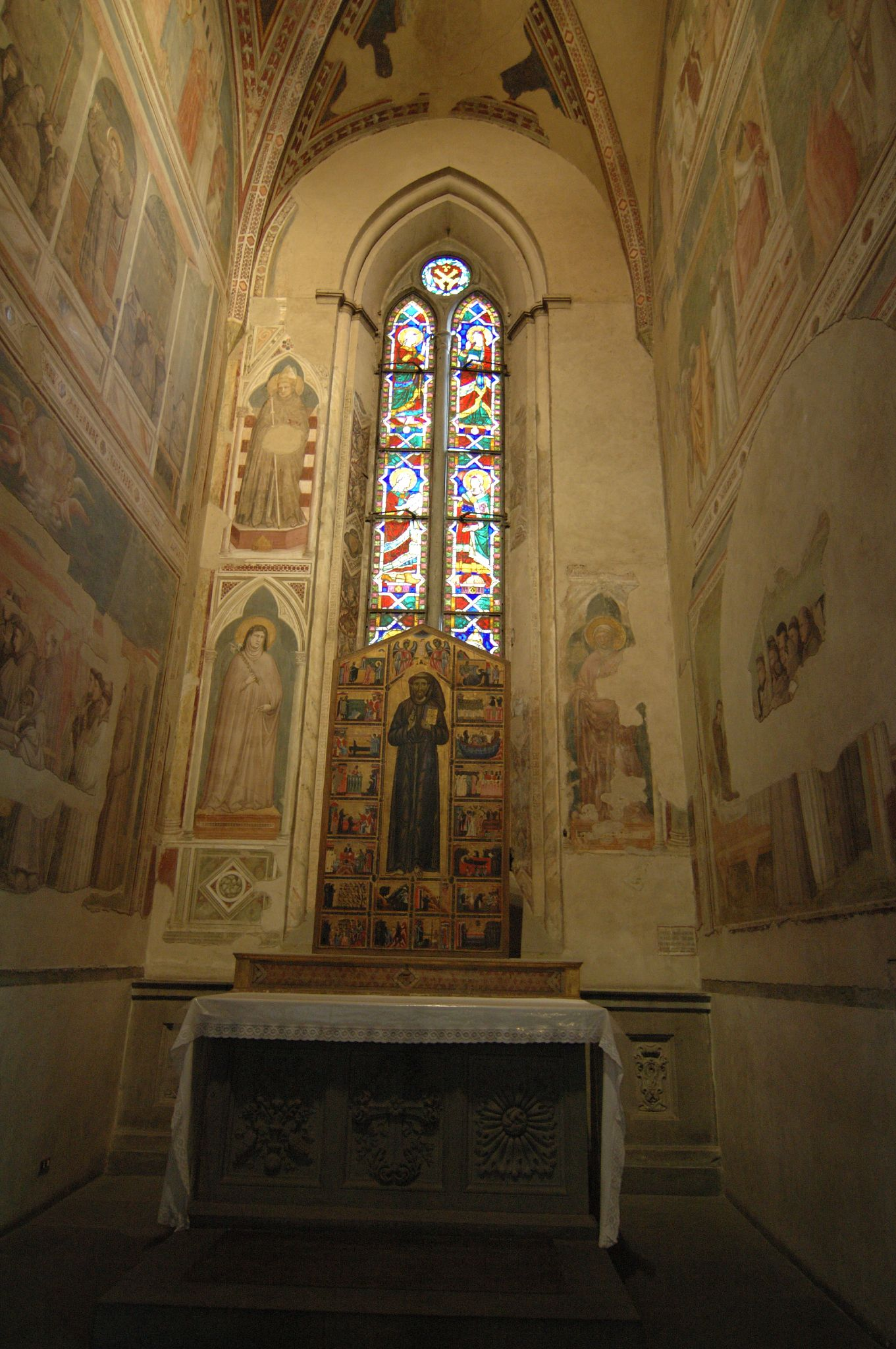
巴尔第礼拜堂

巴尔第礼拜堂（Cappella Bardi）是意大利佛罗伦萨圣十字大殿祭台右侧的一个礼拜堂，壁画由乔托绘于1325年到1330年。
巴尔第礼拜堂比近旁的佩鲁齐小堂晚建了十年，是由佛罗伦萨富有的商人和银行家的巴尔迪家庭所建，被认为是大画家的艺术遗嘱，绘画作品的“综合性论文”，但不幸的是，由于几个因素，画作损坏了几个点。后来被加埃塔诺比安奇的壁画覆盖，又被恢复，安放到毗邻的祭衣间。